# Kanton Fontaine-Française
Kanton Fontaine-Française (francouzsky Canton de Fontaine-Française) je francouzský kanton v departementu Côte-d'Or v regionu Burgundsko. Tvoří ho 11 obcí.

## Obce kantonu
- Bourberain
- Chaume-et-Courchamp
- Dampierre-et-Flée
- Fontaine-Française
- Fontenelle
- Licey-sur-Vingeanne
- Montigny-Mornay-Villeneuve-sur-Vingeanne
- Orain
- Pouilly-sur-Vingeanne
- Saint-Maurice-sur-Vingeanne
- Saint-Seine-sur-Vingeanne